# Skinny Dipping (canción)
«Skinny Dipping» es un sencillo lanzado por la cantante estadounidense Sabrina Carpenter para su quinto álbum de estudio Emails I Can't Send (2022). La canción fue lanzada por Island Records como el sencillo principal del álbum el 9 de septiembre de 2021, y fue incluida como la undécima pista del álbum. La canción fue escrita por Carpenter, Julia Michaels, JP Saxe y el productor Leroy Clampitt .

## Antecedentes y lanzamiento
El 18 de agosto, Carpenter compartió una publicación con varias pistas de la canción, incluyendo una mención del primer verso, "it'll be a wednesday", en la descripción de la publicación, y las líneas "if we could just take it all off and just exist?" y "water under the bridge".  El 23 de agosto, Carpenter envió un correo electrónico a sus fanes con el título codificado de la canción en un mensaje y, más tarde, publicó un fragmento de la canción, revelando el título.  El 30 de agosto, Carpenter finalmente reveló la portada del sencillo y la fecha de lanzamiento.  La canción fue lanzada el 9 de septiembre  junto con su video musical.  Fue escrita por Carpenter, Julia Michaels, JP Saxe  y Leroy Clampitt en Nueva York el verano de 2021. 

## Composición e interpretación lírica
Musicalmente, "Skinny Dipping" es una canción pop de medio tiempo, interpretada en guitarra acústica, de dos minutos y cincuenta y ocho segundos.  En términos de notación musical, "Skinny Dipping" fue compuesta utilizando 4
4 tiempo común en la tonalidad de mi mayor, con un tempo moderado de 92 pulsaciones por minuto.  La canción sigue la progresión de acordes de E–B-Amaj7-B.  La interpretación vocal de Carpenter en los versos está cantada en un estilo hablado y su rango abarca, aproximadamente, desde la nota baja E3 hasta la nota alta E5, dándole a la canción alrededor de dos octavas de rango.